# Vanessa Voigt
Pour les articles homonymes, voir Voigt.
Vanessa Voigt ([foːkt] , avec i dit d'allongement), née le 7 octobre 1997 à Schmalkalden, est une biathlète allemande, médaillée de bronze en relais aux Jeux olympiques de 2022.

## Biographie
Elle commence en tant que fondeuse à l'âge de huit ans, puis, en 2013, démarre le biathlon, ayant toujours voulu concourir dans ce sport. Elle effectue son apprentissage au club de WSV Rotterode, puis fréquente l'école de ski d'Oberhof. En 2015-2016, elle remporte la Coupe d'Allemagne chez les jeunes (18-19 ans).
Voigt entre dans l'équipe nationale junior lors de la saison 2016-2017, prenant part à la Coupe IBU junior, où elle monte sur le podium dès sa deuxième course (troisième sprint à Lenzerheide). Aux Championnats du monde junior à Osrblie, elle se classe quatrième de l'individuel puis remporte la médaille d'argent en relais.
En 2019-2020, l'Allemande est promue au niveau sénior et débute en IBU Cup, où elle termine onzième de sa première course à Sjusjøen, puis monte sur le podium du sprint à Osrblie.
Aux Championnats d'Europe 2021, elle remporte la médaille d'argent du relais mixte, tandis que son meilleur résultat individuel est septième sur la poursuite. Encore à Osrblie, elle remporte trois courses de suite en IBU Cup, série qui contribue majoritairement à son succès au classement général. Grâce à ces excellents résultats en IBU Cup, elle monte en Coupe du Monde à Nove Mesto,où elle dispute le sprint (64e).
En début de saison 2021-2022, elle signe son premier top 10 en Coupe du monde à Östersund (dixième du sprint). Elle doit ses bons résultats surtout à un excellent tir : ainsi, un sans faute sur la Mass-Start d'Antholz-Anterselva lui permet de réaliser son meilleur résultat individuel (7e). Ses performances lui permettent de valider sa sélection pour les Jeux Olympiques d'hiver de 2022 à Pékin en tant que titulaire de l'équipe d'Allemagne. Cinquième du relais mixte d'ouverture, elle crée la surprise lors de l'individuel, manquant de peu la médaille olympique. Elle termine en effet 4e à moins de deux secondes du podium malgré une minute de pénalité, l'épreuve étant remportée par sa compatriote Denise Herrmann. Elle enchaîne les bons résultats en se classant 18e du sprint et 12e de la poursuite et se qualifie pour la mass-start olympique. Positionnée en première relayeuse de l'équipe féminine allemande, elle transmet le relais en tête, après notamment un 10/10 au tir. L'Allemagne termine finalement troisième de la course et apporte à Vanessa Voigt son premier podium dans l'élite et sa première médaille olympique, en bronze. En fin de saison à Otepää, elle monte sur son premier podium individuel de Coupe du monde avec une seconde place sur le sprint. Elle termine treizième du classement général.
Elle maintient sa position générale l'hiver suivant (douzième du classement final 2022-2023).
Après une participation victorieuse au Martin Fourcade Nordic Festival 2023 lors d'une préparation estivale réussie, Vanessa Voigt s'illustre en ouverture de la Coupe du monde 2023-2024 à Östersund en signant deux nouveau podiums (troisième de l'individuel et de la poursuite). Reconnue comme l'une des meilleures tireuses du circuit féminin, elle boucle la saison avec un taux de réussite au tir supérieur à 90%, ce qui lui permet de compenser son manque de vélocité sur les skis. Elle termine la saison à la huitième place du classement général.
Elle effectue un excellent début de saison de Coupe du monde 2024-2025, signant notamment deux podiums en poursuite (deuxième à Hochfilzen et troisième au Grand-Bronand) et deux autres « cérémonies des fleurs ». Elle est quatrième au classement général avant de déclarer forfait pour la mass-start du Grand-Bornand, dernière course avant Noël. Elle revient fatiguée en janvier et ne participe qu'à deux épreuves (sprint à Oberhof et Individuel à Ruhpolding) qu'elle termine dans les profondeurs du classement. À la fin du mois de janvier, elle annonce qu'elle met un terme à sa saison pour raison de santé.

## Vie privée
Elle a un frère jumeau, Kevin, qui est aujourd'hui photographe sportif.

## Palmarès

### Jeux olympiques
| Édition / Épreuve | Individuel | Sprint | Poursuite | Mass start | Relais                              | Relais mixte |
| ----------------- | ---------- | ------ | --------- | ---------- | ----------------------------------- | ------------ |
| Pékin 2022        | 4e         | 18e    | 12e       | 18e        | Médaille de bronze, Jeux olympiques | 5e           |

Légende :
- : première place, médaille d'or
- : deuxième place, médaille d'argent
- : troisième place, médaille de bronze

### Championnats du monde
| Édition \ Épreuve | Individuel | Sprint | Poursuite | Mass start | Relais                    | Relais mixte | Relais mixte simple |
| ----------------- | ---------- | ------ | --------- | ---------- | ------------------------- | ------------ | ------------------- |
| Oberhof 2023      | 19e        | 41e    | 46e       | 23e        | Médaille d'argent, monde  | 6e           | —                   |
| Nové Město 2024   | 5e         | 18e    | 15e       | 5e         | Médaille de bronze, monde | 5e           | 6e                  |

Légende :
- : première place, médaille d'or
- : deuxième place, médaille d'argent
- : troisième place, médaille de bronze
- — : non disputée par Vanessa Voigt
- : pas d'épreuve

### Coupe du monde
- Meilleur classement général : 8e en 2024.
- 17 podiums :
  - 5 podiums individuels : 2 deuxièmes places et 3 troisièmes places.
  - 10 podiums en relais : 1 victoire, 4 deuxièmes places et 5 troisièmes places.
  - 2 podiums en relais mixte simple : 1 victoire et 1 troisième place.

Dernière mise à jour le 21 décembre 2024

#### Classements en Coupe du monde par saison
| Saison    | Individuel | Individuel | Sprint | Sprint   | Poursuite | Poursuite | Mass start | Mass start | Général | Général  |
| Saison    | Points     | Position   | Points | Position | Points    | Position  | Points     | Position   | Points  | Position |
| --------- | ---------- | ---------- | ------ | -------- | --------- | --------- | ---------- | ---------- | ------- | -------- |
| 2020-2021 |            |            | -      | nc       | 16        | 63e       |            |            | 16      | 81e      |
| 2021-2022 | 29         | 23e        | 217    | 11e      | 160       | 12e       | 119        | 6e         | 522     | 13e      |
| 2022-2023 | 120        | 8e         | 127    | 19e      | 145       | 13e       | 136        | 8e         | 528     | 12e      |
| 2023-2024 | 150        | 3e         | 148    | 13e      | 221       | 8e        | 112        | 12e        | 631     | 8e       |
| 2024-2025 | 34         | 31e        | 78     | 34e      | 140       | 12e       | 55         | 27e        | 307     | 25e      |

#### Résultats détaillés en Coupe du monde
| 2020-2021 |        |        |        |        |        |        |        |        |        |        |        |        |        |        |        | .      | .      | .      | .      |        |        |        |        |         |        |        | 81e |
| 2020-2021 | IN     | SP     | SP     | PU     | SP     | PU     | SP     | PU     | MS     | SP     | PU     | SP     | MS     | IN     | MS     | SP     | PU     | IN     | MS     | SP 64e | PU     | SP     | PU     | SP 57e  | PU 25e | MS     | 81e |
| 2021-2022 |        |        |        |        |        |        |        |        |        |        |        |        |        |        |        | .      | .      | .      | .      |        |        |        |        |         |        |        | 13e |
| 2021-2022 | IN 12e | SP 27e | SP 10e | PU 27e | SP 27e | SP 11e | SP 32e | PU 19e | MS 24e | SP 12e | PU 12e | SP 29e | PU 28e | SP     | MS 7e  | IN 4e  | SP 18e | PU 12e | MS 18e | SP 6e  | PU 11e | SP 2e  | MS 6e  | SP 14e  | PU 19e | MS 10e | 13e |
| 2022-2023 |        |        |        |        |        |        |        |        |        |        |        |        |        |        | .      | .      | .      | .      |        |        |        |        |        |         |        |        | 12e |
| 2022-2023 | IN 4e  | SP 13e | PU 8e  | SP 30e | PU 13e | SP 30e | PU 17e | MS 13e | SP 23e | PU 26e | IN 11e | MS 5e  | SP 29e | PU 25e | SP 41e | PU 46e | IN 19e | MS 23e | SP 5e  | PU 12e | IN 6e  | MS 7e  | SP 41e | PU Ann. | MS 14e |        | 12e |
| 2023-2024 |        |        |        |        |        |        |        |        |        |        |        |        |        |        | .      | .      | .      | .      |        |        |        |        |        |         |        |        | 8e  |
| 2023-2024 | IN 3e  | SP 5e  | PU 3e  | SP 14e | PU 12e | SP 21e | PU 7e  | MS 21e | SP 13e | PU 18e | SP 36e | PU 19e | SI 4e  | MS 4e  | SP 18e | PU 15e | IN 5e  | MS 5e  | IN 6e  | MS 25e | SP 36e | PU 16e | SP 23e | PU 15e  | MS 11e |        | 8e  |
| 2024-2025 |        |        |        |        |        |        |        |        |        |        |        |        |        |        | .      | .      | .      | .      |        |        |        |        |        |         |        |        | 25e |
| 2024-2025 | SI 9e  | SP 37e | MS 4e  | SP 12e | PU 2e  | SP 6e  | PU 3e  | MS     | SP 68e | PU     | IN     | MS     | SP     | PU     | SP     | PU     | IN     | MS     | SP     | PU     | IN     | MS     | SP     | PU      | MS     |        | 25e |

### Championnats d'Europe
| Édition / Épreuve   | Individuel                       | Super Sprint                     | Sprint | Poursuite | Relais mixte              | Relais mixte simple |
| ------------------- | -------------------------------- | -------------------------------- | ------ | --------- | ------------------------- | ------------------- |
| Minsk 2020          | Épreuve inexistante à cette date | 39e                              | 40e    | 21e       | 13e                       | —                   |
| Duszniki-Zdrój 2021 | 28e                              | Épreuve inexistante à cette date | 16e    | 7e        | Médaille d'argent, Europe | —                   |

Légende :
- : première place, médaille d'or
- : deuxième place, médaille d'argent
- : troisième place, médaille de bronze
- — : non disputée par Voigt
- : pas d'épreuve

### IBU Cup
- Vainqueure du classement général en 2021.
- 8 podiums :
  - 5 podiums individuels : 4 victoires et 1 troisième place.
  - 3 podiums en relais : 2 deuxièmes places et 1 troisième place.

### Championnats du monde juniors
| Édition \ Épreuve   | Individuel | Sprint | Poursuite | Relais                   |
| ------------------- | ---------- | ------ | --------- | ------------------------ |
| Brezno-Osrblie 2017 | 4e         | 25e    | 15e       | Médaille d'argent, monde |

Légende :
- : deuxième place, médaille d'argent
- — : non disputée par Voigt